# Giáo hoàng Luciô III
Luciô III (La tinh: Lucius III) là vị giáo hoàng thứ 170 của giáo hội Công giáo.
Theo niên giám tòa thánh năm 1806 thì ông đắc cử Giáo hoàng năm 1181 và ở ngôi Giáo hoàng trong 4 năm 2 tháng 23 ngày. Niên giám tòa thánh năm 2003 xác định ông đắc cử Giáo hoàng ngày 1 tháng 9 năm 1181, ngày khai mạc chức vụ mục tử đoàn chiên chúa là ngày 6 tháng 9 và ngày kết thúc triều đại của ông là ngày 25 tháng 9 năm 1185.
Giáo hoàng Lucius III sinh tại Lucca, Ý với tên là Ubaldo Allucingoli. Do những áp lực của phe phái, ông buộc phải đi ẩn trốn ở Verona, và những cuộc nổi loạn làm tan nát lãnh địa riêng của ông. Frederick Barbarossa giúp đỡ ông với lòng quý trọng ngay cả đang khi vẫn duy trì sự trung thành với Alexander III.
Vì những lộn xộn, ông định cư ở Verona và không hề trở lại Rôma nữa. Đức Lucius ban hành một thể chế để trấn áp các lạc giáo đang khuếch trương. Một trong những lạc giáo đầu tiên trả giá là Waldes.
Năm 1184, thỏa ước giữa đức Lucio III và hoàng đế Frederic II đã lập ra Tòa Tra hiểu theo nghĩa truy lùng và trừng phạt. Tòa này do các Giám mục và khâm sai Tòa thánh nắm giữ, có mục đích điều tra và tố cáo những người theo lạc giáo và trừng phạt các kẻ cố chấp gây nhiễu loạn. Năm 1181, ông xác nhận các quyền của Pisa trên đảo Corse.